# Almacenamiento de residuos nucleares

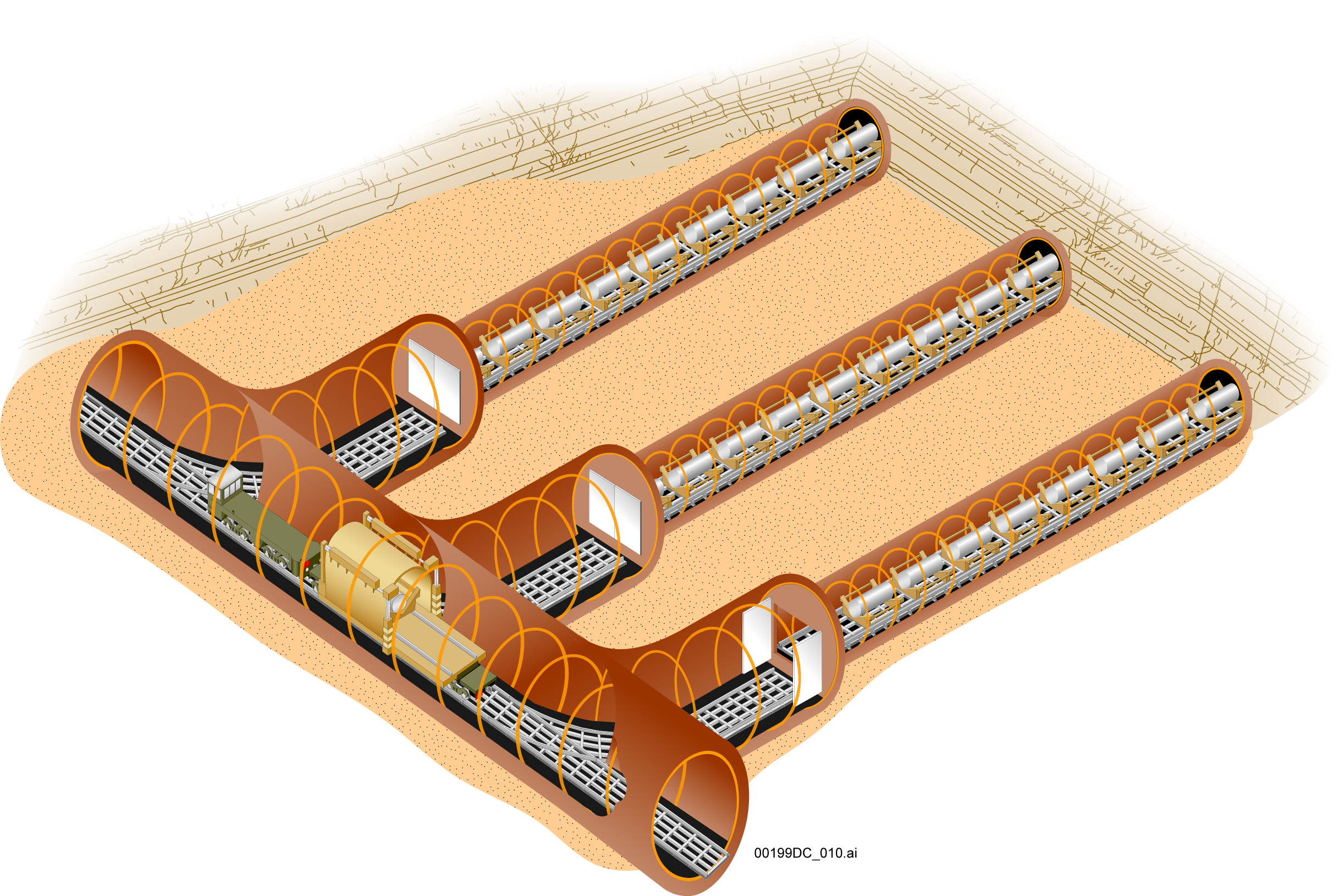
Esquema del proyecto de un almacén temporal subterráneo en la Montaña Yucca, en el estado de Nevada (Estados Unidos).

El almacenamiento de residuos nucleares (a veces coloquialmente llamado Cementerio nuclear, aunque son conceptos distintos) se lleva a cabo en instalaciones, generalmente de superficie, destinadas a gestionar y almacenar de una forma segura, temporal y reversible los residuos radiactivos procedentes de reacciones nucleares. Permite gestionar en un único lugar todo el combustible gastado en centrales nucleares y otros residuos similares.

## Residuos depositados

Cantidad de residuos altamente radiactivos producidos por una central nuclear de 2 reactores en toneladas y metros cúbicos. Para almacenar este combustible son necesarios 44 contenedores de cobre/acero cada año. En cada contenedor repositorio hay espacio suficiente para cuatro paquetes de varillas de combustible de 180 kg de peso cada una.

Los ATCs (almacén temporal centralizado) están preparados para albergar residuos radiactivos de alta actividad, y tienen una vida útil de unos 50 años. Los residuos de alta actividad suelen proceder de la actividad de las centrales nucleares y de su desmantelamiento, y su mayor volumen corresponde a combustible nuclear utilizado.
Los residuos de baja y media actividad son aquellos cuya radiactividad decaerá en un periodo relativamente corto, normalmente menor a 300 años. Estos residuos suelen ser materiales de trabajo expuestos a radiación, como batas, guantes, jeringuillas, viales, filtros, herramientas, lodos y se almacenan en estado sólido, inmovilizados en hormigón, y suelen almacenarse en instalaciones más pequeñas, debido a lo reducido de su volumen.

## Características
Se deben distinguir de los almacenes subterráneos conocidos como almacenamiento geológico profundo (AGP), también destinados al almacenamiento de residuos, pero durante un periodo de miles de años.
El ATC suele ubicarse en superficie. Se sitúan en zonas de características geológicas estables, para asegurar en lo posible  que no sufrirán importantes movimientos sísmicos que pudieran dañar su estructura. 
Suelen estar dispuestos en un sistema de espacios modulares, y su actividad principal es la gestión temporal de los residuos radiactivos de alta actividad. Las principales ventajas que aporta la centralización del almacenaje a otros sistemas son la minimización del número de instalaciones, la optimización de recursos, y la seguridad mostrada desde que comenzaron a utilizarse.
En algunos países con un avanzado sistema de gestión de residuos, como Francia y Reino Unido, el almacén se encuentra junto a una planta de reprocesado, en la que se recupera el plutonio y el Uranio.

### Centralización

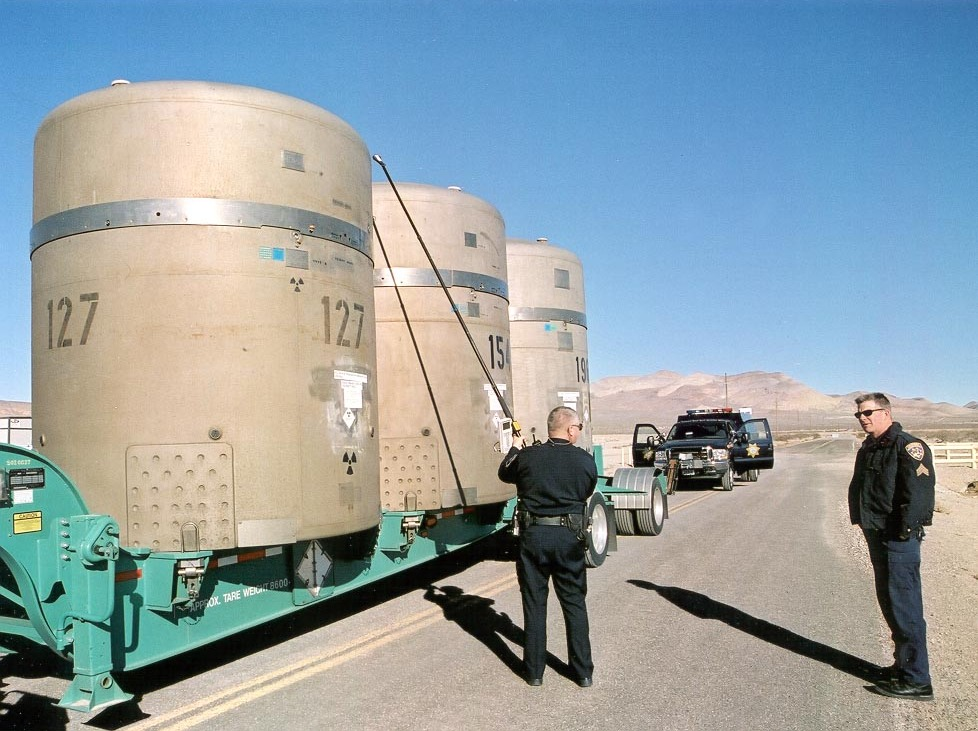
Transporte por carretera de contenedores con residuos nucleares transuránidos.

La construcción de almacenes puede hacerse de forma dispersa, de forma que por ejemplo, cada central nuclear construya junto a ella un cementerio donde albergar los residuos de su desmantelamiento; o centralizada en un único lugar para albergar todos los residuos de un país.
La centralización es un sistema más seguro que la dispersión en varias ubicaciones, ya que se optimiza la aplicación de las tecnologías y sistemas de seguridad pasivos y activos. Además supone un gran ahorro económico.

### Ventajas frente a otros sistemas de almacenamiento
Frente a otros sistemas de almacenamiento, un ATC:
- Minimiza el número de instalaciones nucleares (frente a los ATI -Almacén Temporal Individualizado), por lo que optimiza los recursos, tanto humanos como económicos, destinados a la seguridad física y radiológica del combustible gastado.
- Tiene en cuenta el avance de la investigación antes de optar por soluciones definitivas (frente al AGP).

## Traslado de residuos
El Consejo de la Comunidad Europea aprobó el 3 de febrero de 1992 una directiva (92/3/Euratom) relativa a la vigilancia y al control de los traslados de residuos radiactivos entre Estados miembros o procedentes o con destino al exterior de la Comunidad. El mismo año comenzó a forjarse un acuerdo internacional, conocido como Convención OSPAR, que entre otros pretendía acabar con las prácticas de algunos países de desprenderse de parte de sus residuos hundiéndolos en los océanos.

## Almacenes temporales en el mundo

### Alemania
Alemania ha optado por un futuro programa de almacenamiento geológico (AGP) como solución a su producción de residuos nucleares. Actualmente cuenta con dos almacenes temporales, ubicados en Ahaus y Gorleben.
La Mina de Asse se comenzó a utilizar como almacén definitivo en 1967, pero debido a su inestabilidad deberá ser desmantelada antes de 2017.

### Bélgica
Bélgica asumió en 2006 el almacenamiento temporal de sus propios residuos, a través de la construcción de un ATC junto a la localidad de Dessel, en la provincia de Amberes.

### España

Mapa con las localidades que solicitaron la instalación del Almacén temporal centralizado en el año 2010.

España cuenta con un almacén de residuos de media y baja actividad, el Centro de Almacenamiento El Cabril, en Hornachuelos (Córdoba), pero carece de un lugar donde almacenar los residuos de alta actividad. El combustible gastado en las centrales nucleares españolas, una vez fuera del reactor, se almacena dentro de instalaciones de la propia central nuclear, en un Almacén Temporal Individualizado (ATI), o bien se envía a instalaciones de Reino Unido y Francia. Sin embargo, en 2011 se cumplió el plazo estipulado para su retorno y el Gobierno inició el proyecto de construcción de un Almacén Temporal Centralizado (ATC), en el que podrán almacenarse por un periodo de 60 años, tras los cuales deberán trasladarse de nuevo a un almacén definitivo.
Trece municipios presentaron sus candidaturas para albergar la futura instalación, que almacenará los residuos que retornen del extranjero y los que produzcan las centrales nucleares españolas. El 30 de diciembre de 2011 se aprobó en Consejo de Ministros una resolución por la que se seleccionaba al municipio de Villar de Cañas de la provincia de Cuenca, para albergar el futuro ATC.
No se espera la construcción de un Almacén Geológico Profundo a corto plazo debido a que no existe ningún proyecto en marcha.
Las previsiones de generación de residuos radiactivos de alta actividad en España, tomando como escenario el actual parque nuclear (9 reactores) y estimando un periodo de actividad de cuarenta años para cada instalación, desde su puesta en marcha hasta su parada definitiva, son de 6.750 t de uranio metal, lo que equivale a un volumen de unos 10 000 m³.

### Estados Unidos
En los Estados Unidos, debido a su gran actividad productiva de energía nuclear, existe un gran número de plantas de almacenamiento temporal, distribuidas a lo largo de toda su geografía. Según la Ley de Política de Residuos Nucleares, estas instalaciones pueden albergar hasta 1900 t de combustible gastado de los reactores nucleares civiles. No obstante, obliga a que los residuos depositados en instalaciones de almacenamiento temporal sean trasladados a un  almacenamiento permanente en un plazo de tres años después de que un depósito de residuos permanente entre en funcionamiento.

### Francia

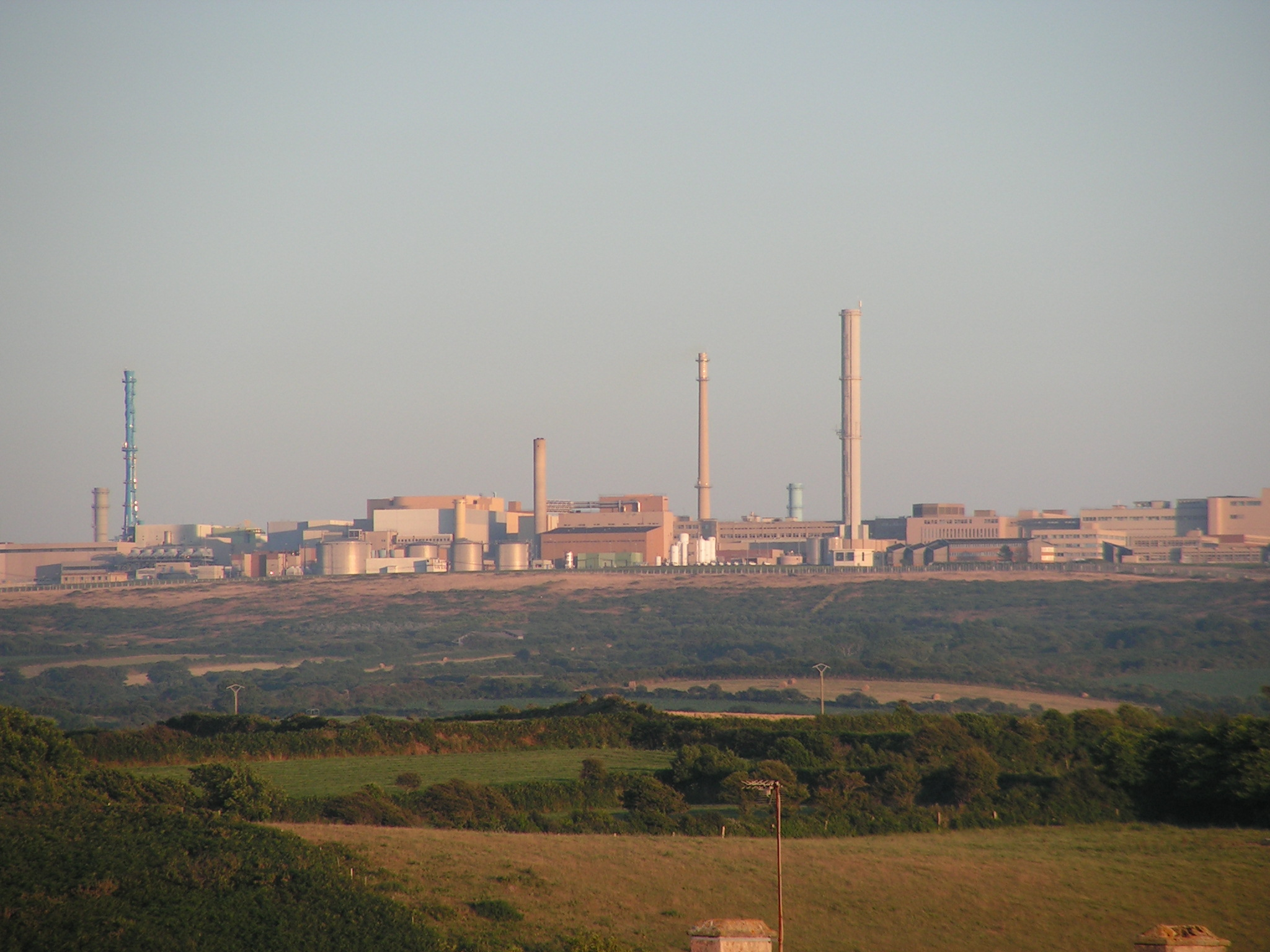
Centro de reprocesado de La Hague, en Beaumont-Hague (Francia).

En Francia, la gestión de ATCs está regulada por la Ley Bataille de 1991, destinada a regularizar la gestión de residuos radiactivos, especialmente de media y larga duración. La gestión de estos residuos es llevada a cabo por la Agence nationale pour la gestion des déchets radioactifs (Andra). Los almacenes temporales franceses tienen la particularidad de tratar y reciclar esos residuos.
En Francia existen dos almacenes temporales de residuos: el de Cadarache (almacén de residuos sólidos procedentes de centrales y submarinos nucleares) y el Centro de reprocesado de La Hague (con talleres de procesamiento y almacenamiento).

### Holanda
En los Países Bajos opera desde 2003 el ATC "HABOG", ubicado en la zona industrial de Vlissingen-Oost, en Zelanda, gestionado por el gobierno neerlandés. Almacenará durante 100 años el combustible producido por las dos centrales nucleares existentes en el país. 

### Reino Unido
El Reino Unido es, junto a Francia, el país de Europa con mayor volumen de desechos nucleares. Tras un período de almacenamiento submarino, el gobierno optó por el almacenamiento temporal en las instalaciones de Sellafield (que cuentan con 2 plantas de vitrificación), anunciando la construcción de nuevos almacenes, que se encuentra en fase de desarrollo.

### Rusia
La Federación Rusa cuenta con dos almacenes temporales para el depósito de su vasta producción de residuos radiactivos, ubicados en Mayak y Krasnoyarsk. Ambos cuentan con instalacíones para el reprocesado del combustible usado. La planta de Mayak sufrió en 1957 un grave accidente nuclear, el segundo más importante de la historia de la URSS después del Accidente de Chernóbil. 

### Suecia
En Suecia existe un centro de almacenamiento en el subsuelo, junto a la localidad de Oskarshamn, en uso desde 1985, y donde se depositan los residuos procedentes de las tres centrales nucleares del país. El gobierno se encuentra en vías de construir un almacén geológico profundo.

### Suiza
El Gobierno de Suiza autorizó a NAGRA (Agencia Suiza de Residuos Radiactivos) en 1993 la construcción de un almacén temporal centralizado, que se ubicó en Würenlingen, próximo a la Central nuclear de Beznau. El almacén entró en funcionamiento en 2001. Hasta entonces, los residuos producidos en las 4 plantas nucleares suizas eran enviados a Francia y el Reino Unido.